# 1307-й мотострілецький полк (РФ)
1307-й мотострілецький полк (1307 мсп) — тактичне формування Сухопутних військ Російської Федерації. Створено 2022 році під час мобілізації в Росії. На січень 2024 року входив до складу 6-ї мотострілецької дивізії.

## Історія
1307-й мотострілецький полк створений у 2022 році під час мобілізації в Росії з жителів, переважно Ханти-Мансійського автономного округу — Югри (ХМАО).
Навесні 2023 року військові підрозділи поскаржилися на відео в соцмережах на незадовільний санітарний стан, поламану техніку та недостатнє екіпірування, погане ставлення та використання солдатів як «гарматного м'яса». Згідно з розслідуванням журналістів, у травні 2023 року командир 6-ї дивізії полковник Марат Оспанов «для підтримки військової дисципліни» наказав затримувати військових, які відмовляються виконувати накази. Затримання було доручено полковнику Станіславу Іванісову. Полковника Євгена Малишка призначили «відповідальним за вбивства військовослужбовців, які, на думку Оспанова М. Р., не підлягали виправленню». Малишко притягнув майора і «начальника зв'язку мотострілецького полку 6-ї дивізії» Євгена Борискіна, прапорщика Євгена Чуканова, старшого прапорщика Геннадія Мурого і старшого сержанта Романа Тимоніна. Борискін, Чуканов і Тімонін помістили п'ятеро військовослужбовців полку і ще двох з інших полків 6-ї дивізії в підвальне приміщення в одному з будинків на окупованій Росією території України, закидали гранатами й добили пострілами з пістолета. Майор Євген Борискін загинув 22 липня 2023 року, нагороджений медаллю «За відвагу» та орденом Мужності посмертно.
Після виходу ПВК «Вагнер» з Бахмута, 1307-й мотострілецький полк зайняв позиції ПВК біля міста у липні 2023 року.
У січні — лютому 2024 року 1307-й мотострілецький полк вів бої на північний захід від Клещіївки біля Бахмута, безуспішно намагаючись заволодіти панівними висотами.